# Å (Noruega)
Å (en noruego: o, lit. 'arroyo') es un pueblo ubicado en el municipio de Moskenes, en el condado de Nordland, Noruega. Está ubicada a aproximadamente dos kilómetros del pueblo pesquero de Sørvågen, en la isla de Moskenesøya, hacia el extremo sur del archipiélago de Lofoten. Å está conectada con el resto del archipiélago y del resto de Noruega mediante la ruta europea E10, la cual acaba en el archipiélago en la que se ubica.
Hasta la década de 1990, Å era un pueblo pesquero, pero el turismo tomó gran parte de la actividad económica del poblado. 

## Otros lugares de Noruega llamados Å
Å es también un lugar muy pequeño del municipio de Meldal, provincia de Sør-Trøndelag, Noruega. Este lugar, anteriormente (hasta 1917) deletreado Aa, tiene el código postal 7335 Jerpstad, para poder distinguirlo de otros lugares llamados Å. La localización Å de Lofoten tiene la dirección postal 8392 Sørvågen. Hay también una localidad llamada Å en Vesterålen, en la provincia de Nordland.

## Galería

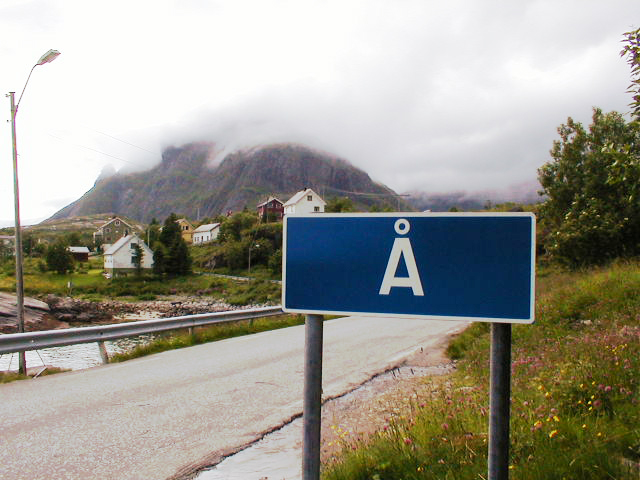
Señal de tráfico que indica la entrada a Å, la cual es robada con frecuencia
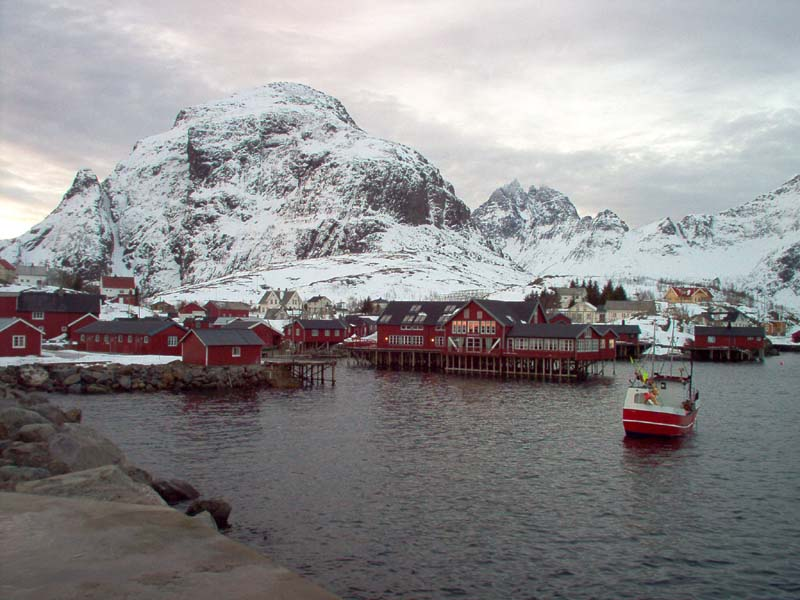
Vista de Å
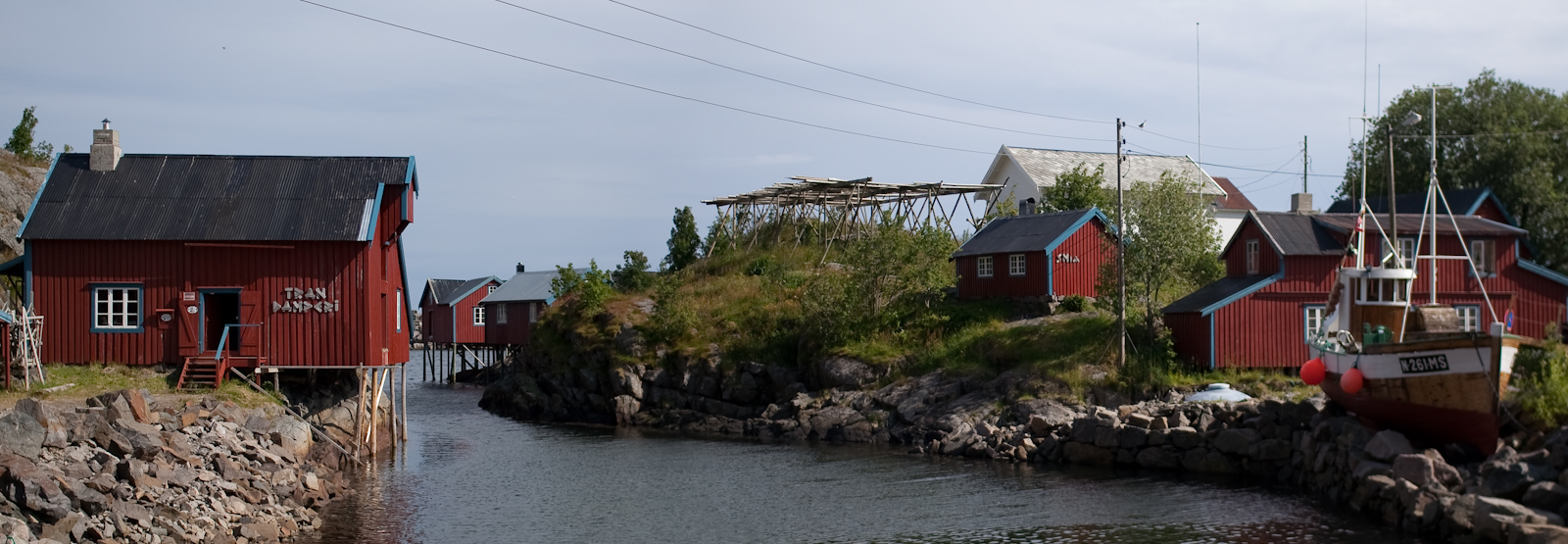
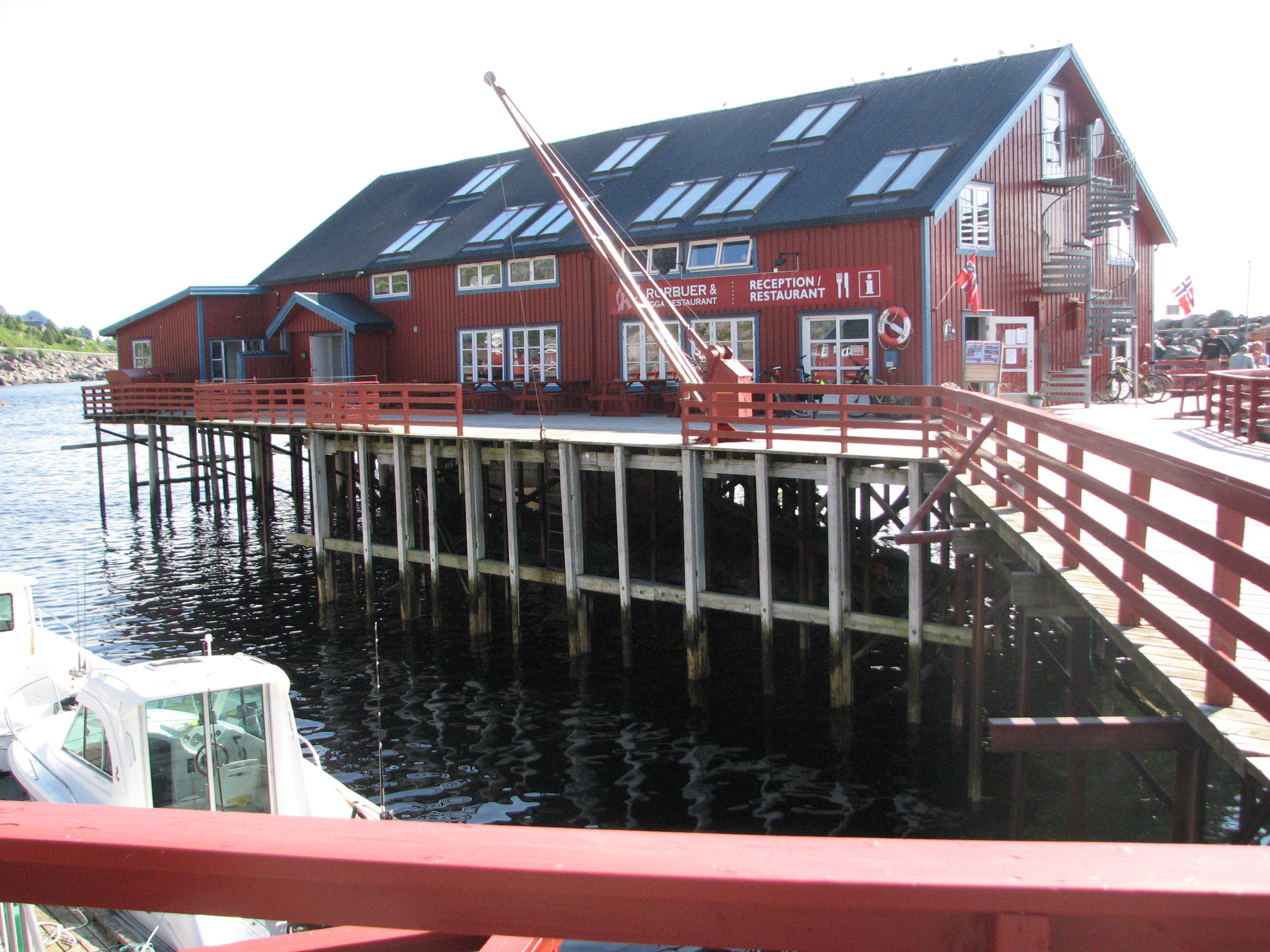
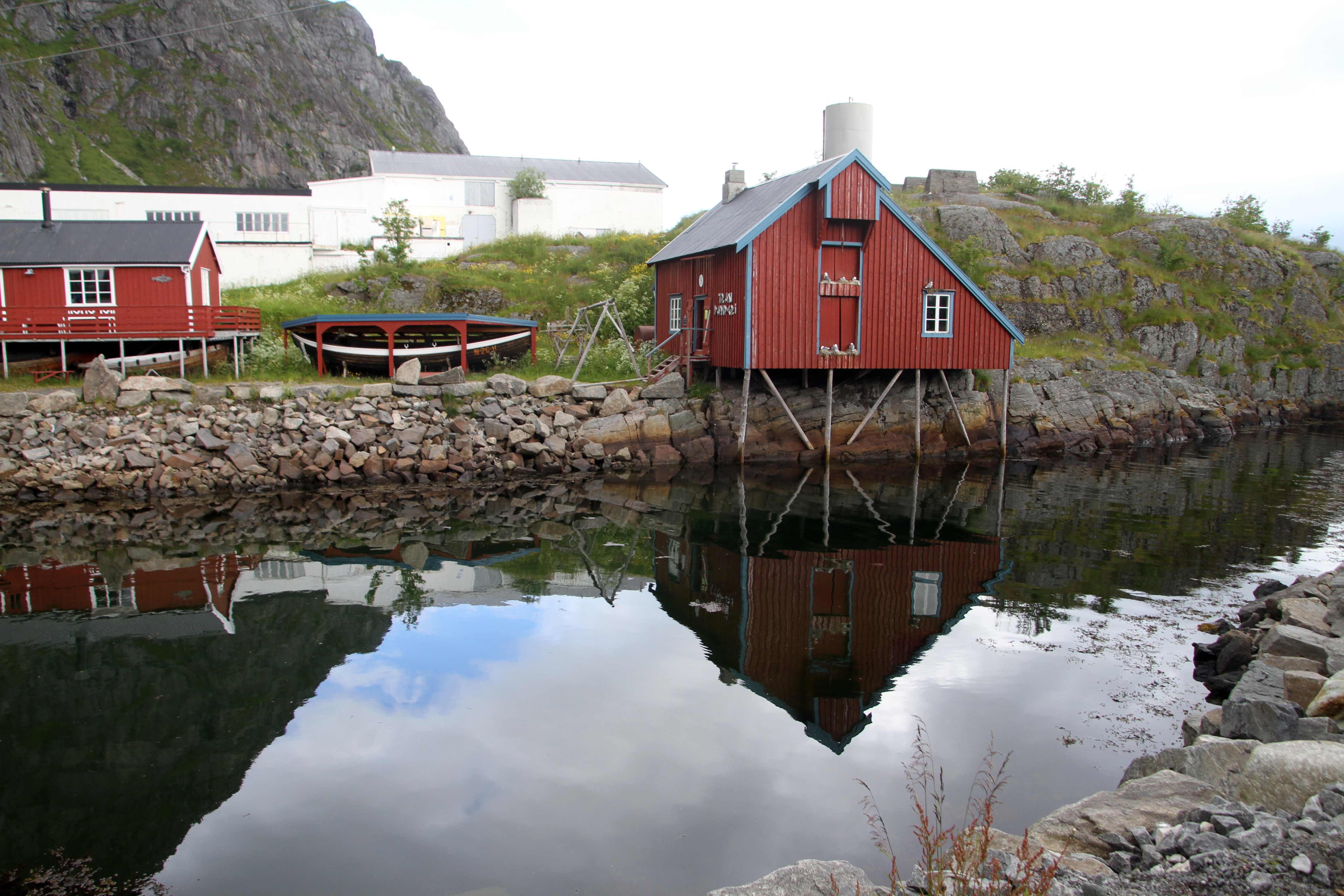
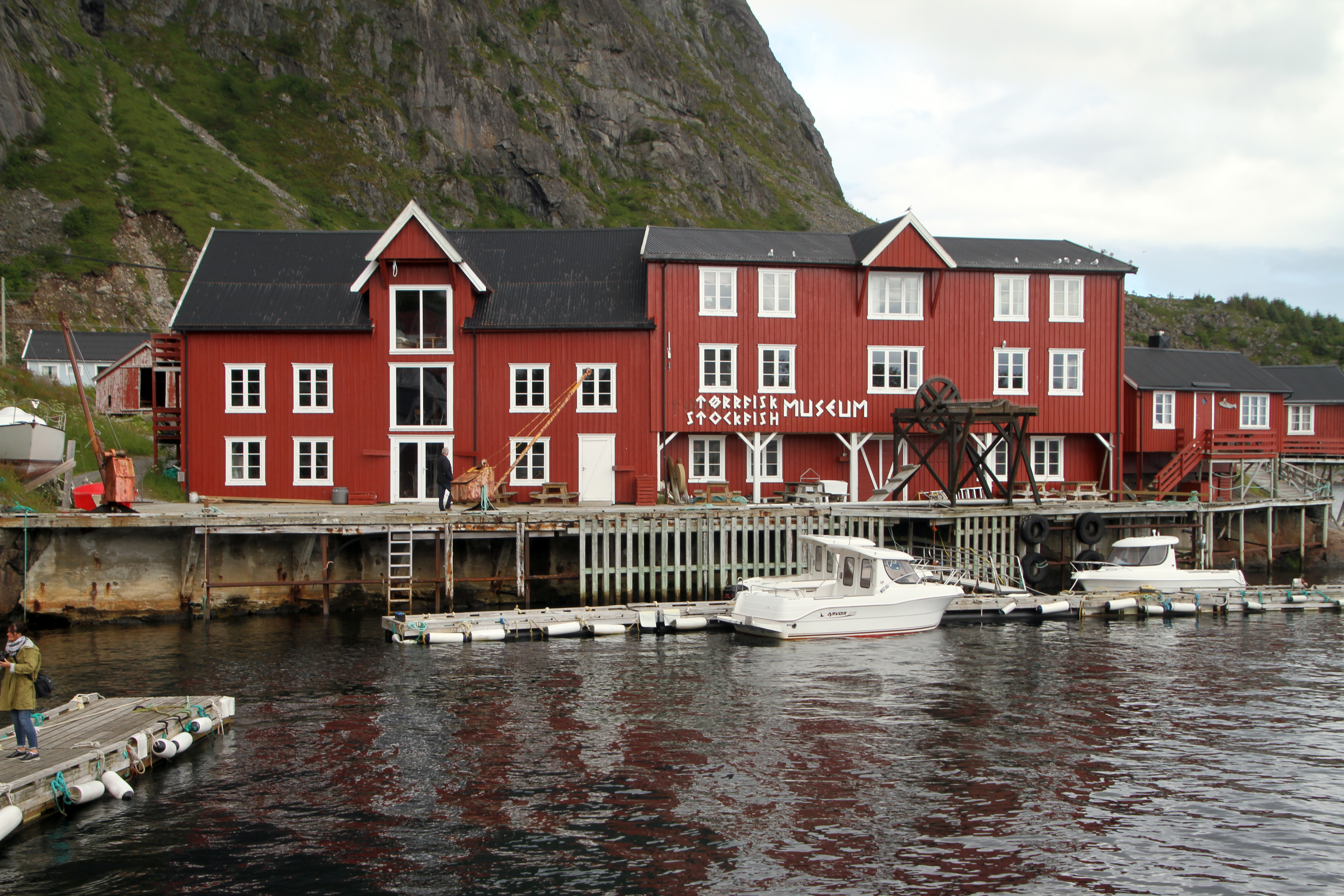
De hecho, el origen de su curioso y corto nombre podría darse por la palabra noruega para "riachuelo", Å